# Penn Zero: Anh hùng bán thời gian
Penn Zero: Part-Time Hero (tạm dịch Penn Zero: Anh hùng bán thời gian) là sê-ri phim hoạt hình được sản xuất bởi Disney và được chiếu trên kênh Disney XD. Bộ phim được ra mắt vào ngày 5 tháng 12 năm 2014 như một thử nghiệm, và chính thức ra mắt vào ngày 13 tháng 2 năm 2015. Người đồng sáng tạo chương trình, Jared Bush, ngoài ra còn làm việc cho bộ phim Phi vụ động trời.

## Nội dung
Chương trình nói về các cuộc phiêu lưu của Penn Zero, người bất ngờ được thừa hưởng công việc của cha mẹ: là một anh hùng bán thời gian. Penn phải đi vào các thế giới khác nhau để đảm nhận vai trò của người anh hùng trong thế giới đó và cứu người dân trong không gian của họ. Với sự giúp đỡ của bạn bè mình là Boone và Sashi, Penn phải cứu các thế giới khỏi Rippen, một kẻ xấu bán thời gian, đồng thời là giáo viên mĩ thuật của trường Penn, và nô lệ của ông ấy: hiệu trưởng trường của Penn, Larry.

## Nhân vật

### Nhân vật chính
- Penn Zero (lồng tiếng bởi Thomas Middleditch): Nhân vật chính, một anh hùng bán thời gian và con trai của hai anh hùng toàn thời gian. Penn sống với dì Rose và bác Chuck của mình do cha mẹ bị mắc kẹt trong một chiều không gian nguy hiểm được gọi là "Thế Giới Nguy Hiểm Nhất Có Thể Tưởng Tượng ", và đi làm nhiệm vụ anh hùng bán thời gian với 2 người bạn thân nhất của mình là Sashi và Boone. Trong khi Penn là nhóm trưởng được công nhận trong nhóm, cậu thường hỏi lời khuyên từ cha mẹ của mình bằng cách giao tiếp với họ thông qua một thiết bị gọi là MUHU, và thấy mình cũng cần lời khuyên từ bạn bè. Bên ngoài cậu có thể là một con người với cá tính thân thiện và tự tin nhưng thân tâm bên trong cậu thật sự rất buồn vì không có cha mẹ kề bên chăm sóc như bao người khác và cậu vô cùng nhớ họ, vì vậy đã một lần cùng với sự hợp tác của hai người bạn thân cậu đã tự ý vào chiều không gian khác để cứu cha mẹ mình nhưng không may, lại đến nhầm nơi khác và cậu đã gây nên một "hỗn chiến". Và qua nhiều lần như thế cậu đã rút ra cho bản thân nhiều bài học chân thật nhưng sâu lắng và nhiều kinh nghiệm về nhiều hướng. Penn thừa hưởng đôi mắt xanh dương từ cha và mái tóc xoăn đỏ từ mẹ. Sở trường của cậu là nhảy, cậu rất giỏi trong việc làm chỉ huy mặc dù không được bầu chọn làm lớp trưởng của lớp.
- Boone Wiseman (lồng tiếng bởi Adam DeVine): người bạn thân của Penn, và là một tham mưu bán thời gian. Boone thường hơi khiến bạn bè hoài nghi với phương pháp độc đáo và quá trình suy nghĩ của mình. Trong khi cậu không phải là người nổi bật nhất, phong cách không chính thống của Boone có thể rất hiệu quả trong việc giúp đỡ bạn bè của mình hoàn thành nhiệm vụ. Boone tại một thời điểm là một người bị chứng sợ nước nặng, nhưng sau đó đã vượt qua nó khi đến thăm một thế giới đại dương. Cha mẹ của cậu, như Penn, là những anh hùng bán thời gian. Ưu điểm của cậu là khá thông minh, ứng biến nhanh và sống rất thật (hầu như mọi lúc).
- Sashi Kobayashi (lồng tiếng bởi Tania Gunadi): bạn thân của Penn và Boone, cô cũng là một trợ thủ bán thời gian. Sashi là cô gái duy nhất trong nhóm của Penn, mặc dù cô khá cộc cằn, hung hăng và bạo lực nhưng cô là một chiến binh mạnh mẽ. Sashi thường mất bình tĩnh khi bị Penn và Boone trêu chọc nhưng điều đó không ngăn cản cô chứng minh sự ngoan cố của mình. Sashi thường là người hành động theo lý trí và sự hiểu biết bất chấp thái độ của cô. Sashi đeo cặp kính mà các đồng đội hay gọi là "Specs", nó có thể chiếu màn hình ba chiều mà thông báo cho bộ tứ về nhiệm vụ của họ. Cha mẹ của Sashi không ý thức được công việc của cô như là một cộng sự để cứu giúp thế giới. Thay vào đó, họ nghĩ rằng cô làm việc tại nhà hàng "Fish on the Sticks" địa phương, nhưng trớ trêu thay, nhà hàng ấy thực sự là trụ sở của các nhân vật phản diện bán thời gian. Đặc điểm tính cách của cô là khá mạnh mẽ, kiên quyết trong hành động lẫn lời nói, đáng tin cậy và rất nhanh trí. Chỉ có nhược điểm là cô luôn đặt nhiệm vụ cần làm và lợi ích của cả đội lên đầu mà không cần suy nghĩ gì.
- Phyllis (lồng tiếng bởi Sam Levine) ː người phụ nữ Slav cáu kỉnh vẫn còn giữ Thiết bị chuyển giao đa không gian (MUT) được sử dụng bởi Penn và nhóm của cậu đi qua thế giới khác và chống lại cái ác. Thiết bị nằm trong một rạp chiếu phim bị bỏ hoang goi là The Odyssey, nằm ngay bên cạnh cơ sở nhóm phản diện bán thời gian ở trong một nhà hàng gọi là "Fish on the Sticks".

### Nhân vật phản diện
- Rippen (lồng tiếng bởi Alfred Molina) Nhân vật phản diện chính, và một phản diện bán thời gian. Rippen cực kì tự hào về sự thiên tài của mình, nhưng thường phải đối phó với sự ngu dốt của tên nô lệ Larry. Rippen ghét Penn và bạn bè của cậu và có nhận thức đầy đủ về danh tính thật của họ, và hắn liên tục bị cản trở bởi họ ở thế giới khác. Diện mạo bình thường của Rippen bao gồm làn da nhợt nhạt và mái tóc đen. Khi không phải là một nhân vật phản diện bán thời gian, Rippen là giáo viên mỹ thuật tại trường trung học của Penn. Khát vọng lớn nhất của ông là trở thành kẻ xấu toàn thời gian.
- Larry (lồng tiếng bởi Larrry Wilmore) Nô lệ bán thời gian của Rippen, một người trông có vẻ khờ khạo và thân thiện hơn là xấu xa. Ông luôn luôn làm Rippen bực mình hơn là đấu với Penn và đồng đội của cậu ấy. Ông đặc biệt may mắn khi đã từng trúng số tới 32 lần. Ông thường độc thoại và những cuộc trò chuyện thường cho thấy rằng ông là người thiếu thực tế. Kính của Larry cũng có thể hình ảnh ba chiều như Sashi. Khi không có nhiệm vụ, ông là hiệu trưởng trường của Penn.

## Các tập phim
| Mùa | Mùa | Số tập | Phát sóng | Phát sóng |
| Mùa | Mùa | Số tập | Tập đầu   | Tập cuối  |
| --- | --- | ------ | --------- | --------- |
|     | 1   | 21     | 5/12/2014 | 1/10/2015 |
|     | 2   | 14     | 7/10/2017 | 7/28/2017 |